# Jagadish Chandra Bose

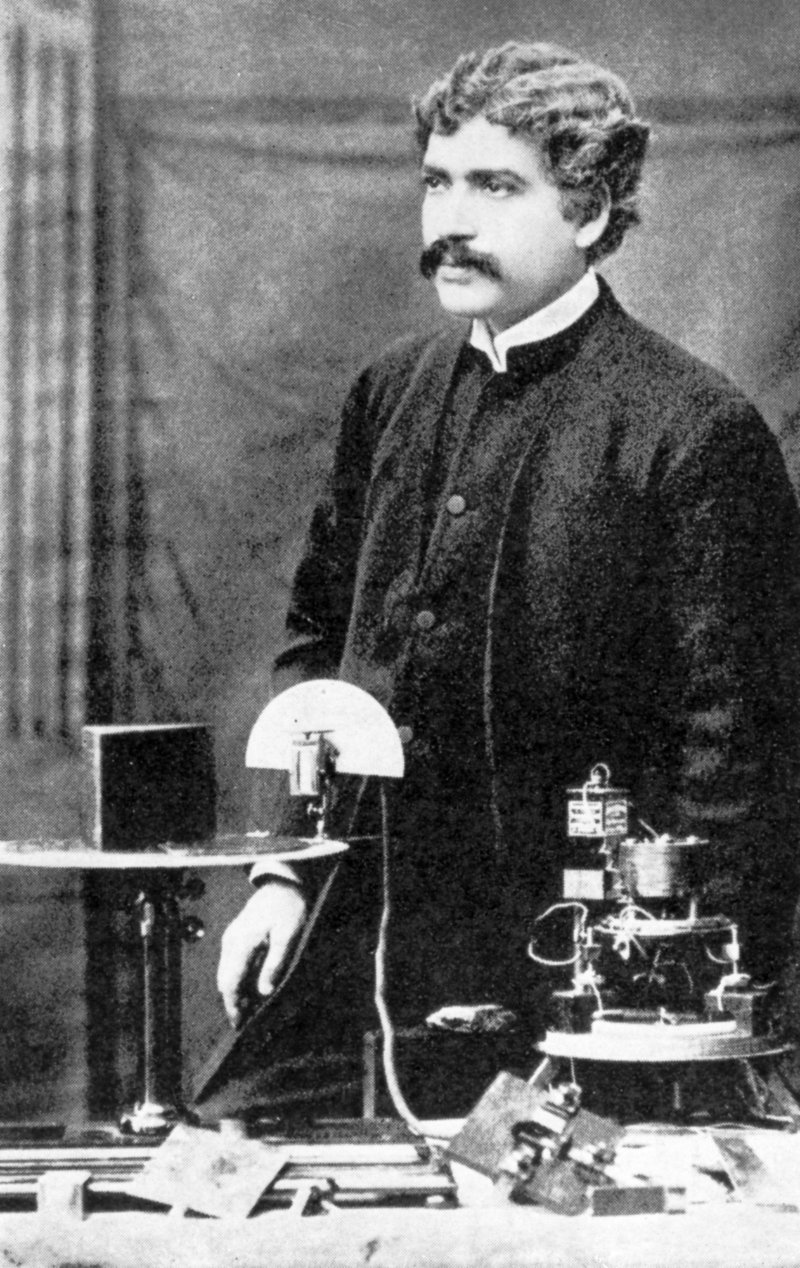
Jagadish Chandra Bose la Royal Institution, Londra

Sir Jagadish Chandra Bose (în bengaleză: জগদীশ চন্দ্র বসু , Jôgodish Chôndro Boshu, n. 30 noiembrie 1858 - d. 23 noiembrie 1937) a fost un savant englez care s-a manifestat într-o multitudine de domenii: fizică, biologie, botanică, arheologie.
De asemenea, a fost și scriitor de science fiction.
Are și contribuții de pionierat în domeniul undelor radio, microundelor și este considerat întemeietorul științei experimentale în India.

## Biografie
S-a născut la la Bikrampur, lângă Munshiganj (azi în Bangladesh), tatăl fiind lider religios în cadrul mișcării Brahmo Samaj.
Începe să studieze într-o școală de limbă bengaleză, unde elevii aparțineau diverselor comunități religioase, în care predominante erau hinduismul și islamul.
În 1869 intră la Hare School apoi la St. Xavier’s School, ambele din Calcutta.
În 1875 este admis la Universitatea din Calcutta, iar peste patru ani este absolvent.
Își exprimă dorința de a merge în Anglia pentru a se înscrie la Indian Civil Service, dar la împotrivirea tatălui, care dorea ca fiul său să devină un om învățat, Bose se înscrie la Universitatea din Londra pentru a studia medicina.
Dar starea sa de sănătate îl obligă să renunțe la studii.
La recomandarea cumnatului său, Anandamohan Bose, absolvent al Universității din Cambridge și viitor om politic, Bose intră la Christ's College din Cambridge pentru a studia științele naturii, studii pe care le finalizează în 1884.
Printre prestigioșii săi profesori se pot enumera: lord Rayleigh, Michael Foster, James Dewar, Francis Darwin, Francis Balfour și alții.
În această perioadă, îl cunoaște pe Prafulla Chandra Ray, viitor mare chimist, care studia la Edinburgh și cu care va lega o strânsă prietenie.
În 1885 Bose se întoarce în India și intră ca profesor de fizică la Presidency University din Calcutta.
Între timp încearcă să efectueze diferite experimente științifice, dar, din nefericire, resimte discriminarea la care era supus în comparație cu cetățenii de origine europeană și, ca formă de protest, refuză plata salariului.
Reușește acest lucru pentru trei ani și în cele din urmă, conducerea instituției realizează valoarea profesorului, îi acceptă revendicarea și îi returnează chiar și salariile restante.
Bose trece peste toate aceste dificultăți și nu renunță la experimentele sale, chiar dacă nu erau apreciate la justa lor valoare de către autoritățile locale.